# Jules Grévy
François Paul Jules Grévy (Mont-sous-Vaudrey, 1807. augusztus 15. – Mont-sous-Vaudrey, 1891. szeptember 9.) francia politikus, a Harmadik Francia Köztársaság 4. elnöke.

## Életútja
Jogot végzett, részt vett a júliusi forradalomban és azután Párizsban telepedett le mint ügyvéd. Politikai hitvallása szerint a köztársasági párthoz tartozott. 1848-ban az ideiglenes kormány megbízásából a Jura départementban működött, ahol igazságossága által oly népszerűségre tette szert, hogy a nemzetgyűlésbe választották, ahol többnyire a balpárttal szavazott. Bonaparte Lajos herceg nagyravágyó terveit időben észrevette és azok kijátszása céljából módosítani kívánta az alkotmány ama pontját, mely az elnöknek a nemzetgyűlés által való választását és elmozdíthatóságát határozta meg. A nemzetgyűlés azonban ezt az utóbb sokszor emlegetett "Amendement G.-t" 1848. október 7-én 643 szavazattal 158 ellen elvetette és az elnöknek az általános szavazati jog alapján való megválasztatását rendelte el, ami azután Bonaparte Lajos diadalát lehetségessé tette. Az államcsíny után Grévy a politikai élettől teljesen visszavonult, de ebben az időben mint ügyvéd jó hírnevet és vagyont is szerzett. 1868-ban az ügyvédi kar elöljárója (batonnier) lett és ugyanebben az évben képviselőnek választották. 1870. szeptember 4-én ellenzett mindennemű diktatúrát, szintúgy a köztársaságnak forradalmi úton való megalapítását és mint egész életében, most is a törvény és rend embere maradt. A német háború folyamában több ízben erélyesen kikelt Léon Gambetta radikális és szommás rendszabályai ellen. 1871 februárjában kettős mandátumot kapott a bordeaux-i nemzetgyűlésbe, mely őt az elnöki székbe emelte és négyszer választotta meg újra elnökké. Grévy a mérsékelt köztársasági balpárthoz tartozott, de mérsékeltség és tapintat által oly befolyásra tett szert, hogy már akkor Adolphe Thiers köztársasági elnök esetleges utódának tekintették. Midőn a Buffet- és Brogllie-Fourton minisztériumok erőszakkal törekedtek a köztársaság megbuktatására, a Le gouvernement nécessaire című röpiratban leplezte le a monarchisták ármányait és egyúttal a köztársaság szükséges voltát bizonyítgatta. Mac-Mahon szeptennátusát nem szavazta meg. 1876-ban a képviselőházba nyert mandátumot, mely március 14-én elnökévé tette. Thiers halála után a köztársasági párt fejének tekintették és Mac-Mahon visszalépése után, 1879. január 30-án a kongresszus 563 szavazattal 99 ellenében 7 évre a köztársaság elnökévé választotta. 1885. december 28-án újra megválasztották 7 évre elnökké. E második szeptennátus folyamában népszerűsége lassanként megfogyott, elvégre pedig a "francia Aristides", mint egykoron nevezték, dicstelen körülmények között vált meg a közpályától. 1887 őszén ugyanis a Caffarel-Limousin-féle rendjel-botrányba vejét, a befolyásos Daniel Wilson képviselőt is belekeverték és midőn a rokonával szemben végtelen elnéző Grévy a bizonyítékok dacára sem küldte el Wilsont az Elsyséeből, a közvélemény nemcsak Wilsont, hanem Grévy-t is elsodorta. Lemondását csak vonakodva írta alá, amikor előbb Georges Clemenceau és azután a képviselőház többsége által erre 1887. december 1-jén nyíltan felszólította. Másnap a képviselőház az elnök lemondását és önérzetes búcsúüzenetét némán tudomásul vette, a mélyen megsértett Grévy pedig még ugyanazon a napon (december 2.) magánlakásba költözött, nemsokára pedig szülőhelyére vonult vissza, ahol utolsó éveit teljes elzárkózottságban töltötte. 1888-ban adta ki barátja, Lucien Delabrousse, Discours politiques et judiciaires cím alatt összes beszédeit (Párizs, 2 kötet). Grévy életrajzát megírta Barbou (Párizs, 1879). Dole-ban 1893-ban emlékszobrot állítottak a tiszteletére.

## Kapcsolódó szócikk
- Franciaország elnökeinek listája

| Elődje: Patrice de Mac-Mahon | A Francia Köztársaság elnöke 1879 – 1887 | Utódja: Marie François Sadi Carnot |